# Obrábění
Obrábění je technologický proces, kterým se vytváří požadovaný tvar obráběného předmětu (obrobku), v daných rozměrech a v daném stupni přesnosti, a to odebíráním materiálu. Tím se liší od jiných technologií, například dělení materiálu, tváření nebo odlévání. Starší postupy ručního obrábění ustupují v moderní době strojnímu obrábění.

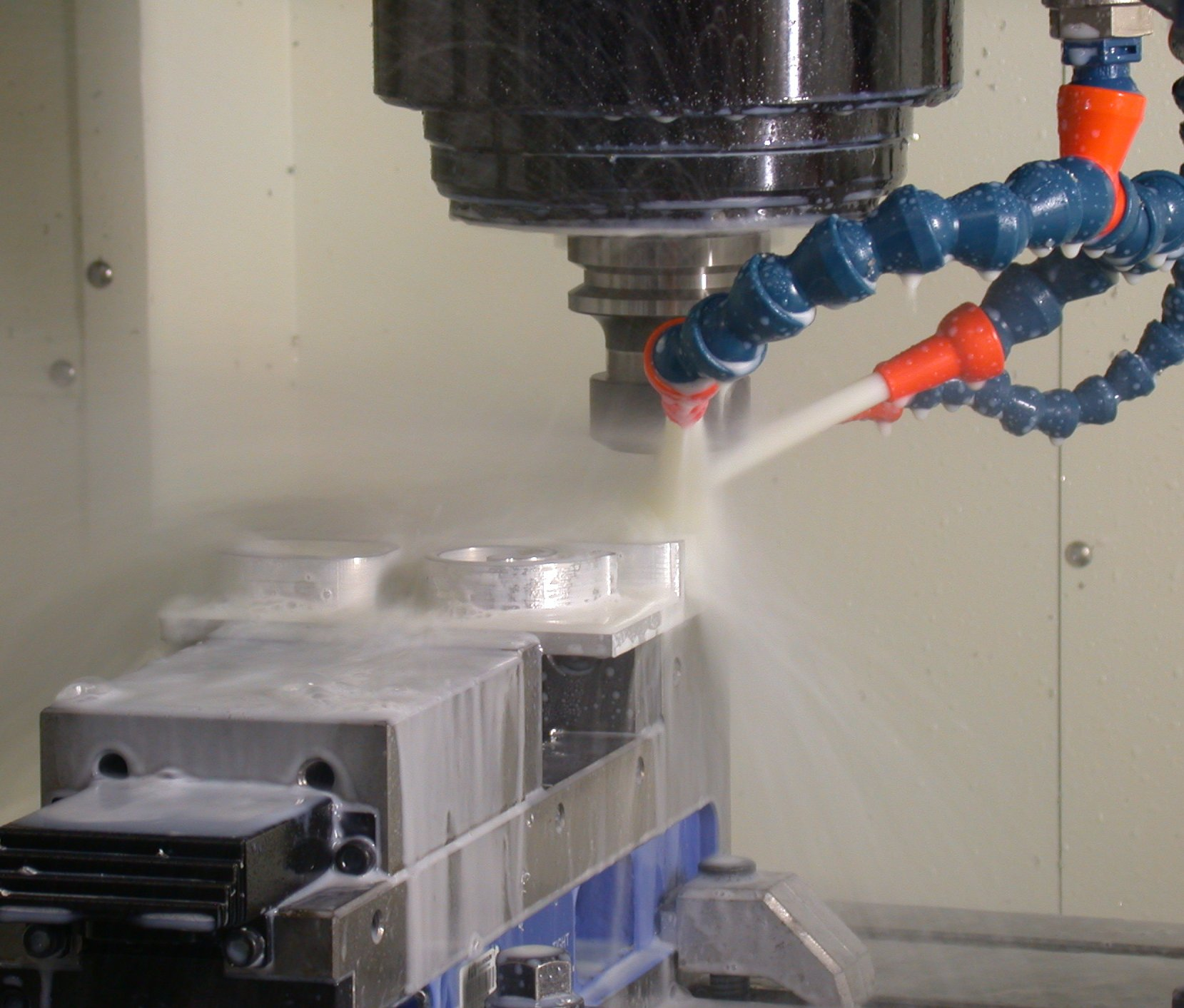
Frézování. Chladicí kapalina umožní použití vyšších řezných rychlostí

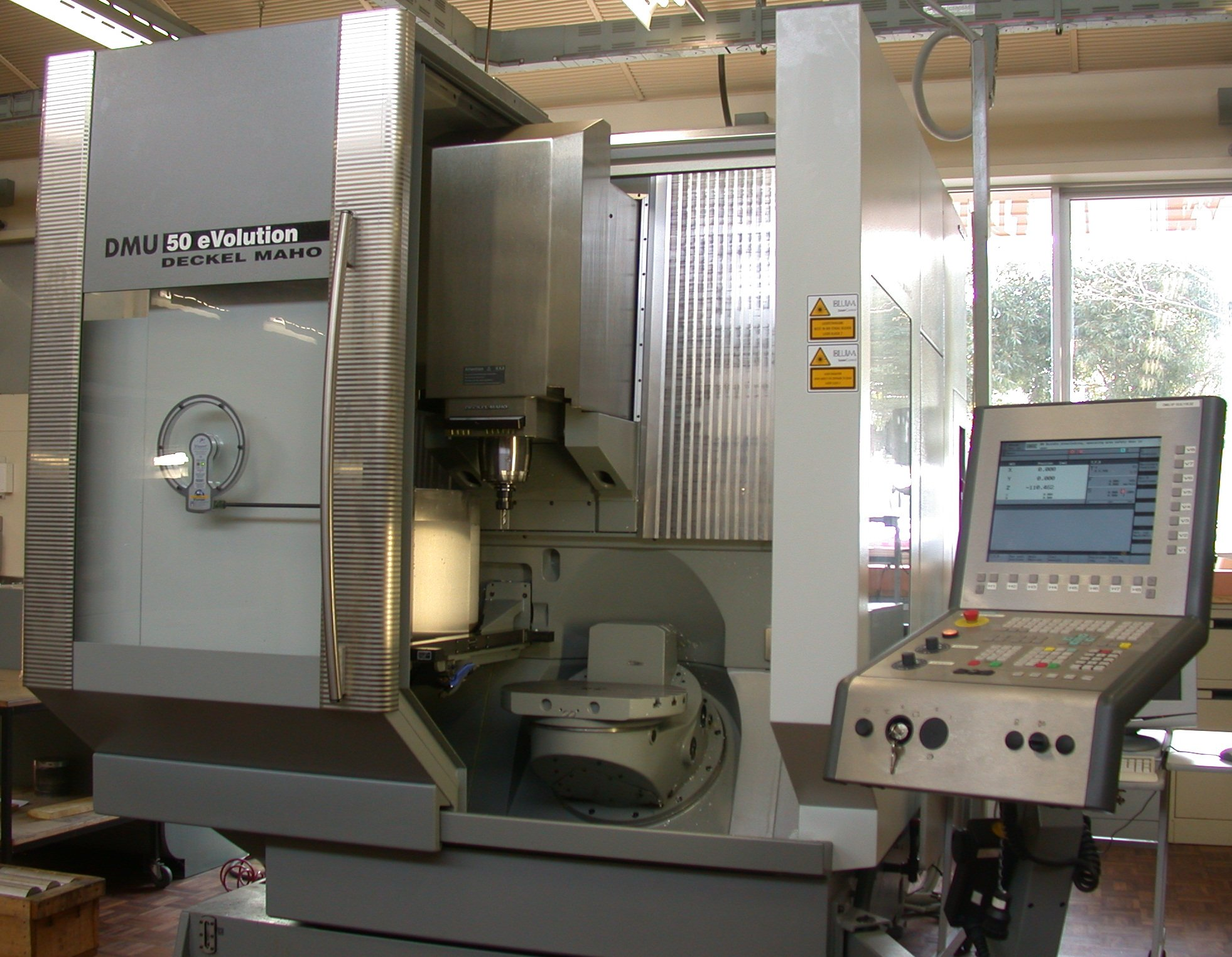
Číslicově řízené souřadnicové frézovací centrum

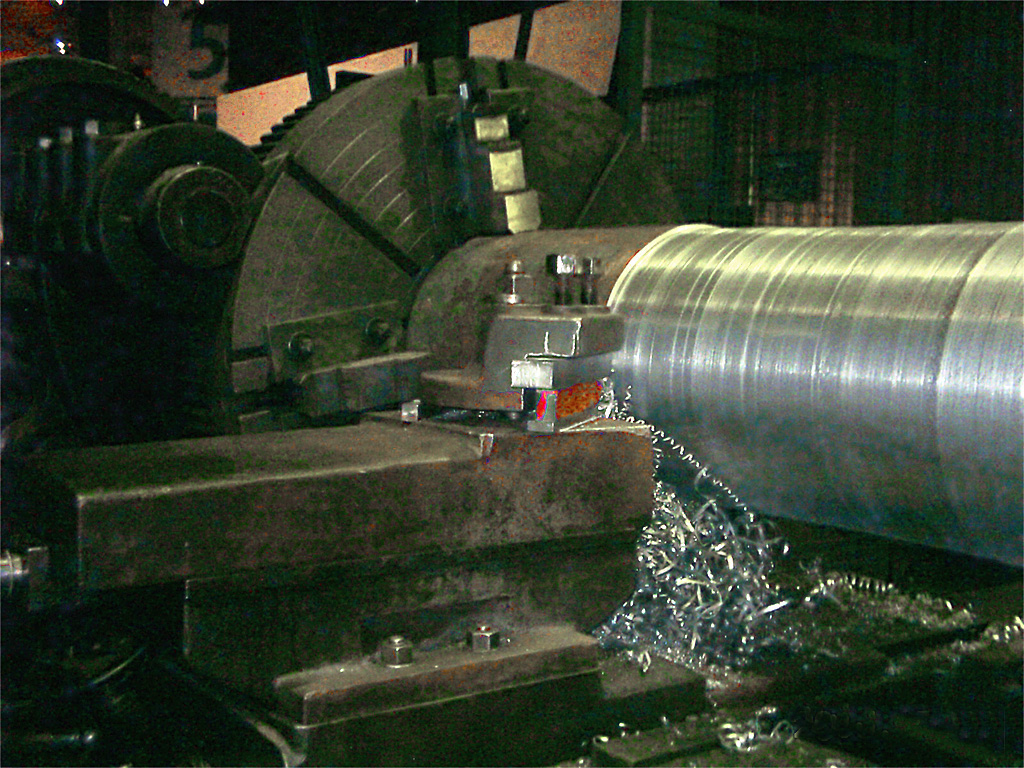
Soustružení velkého obrobku

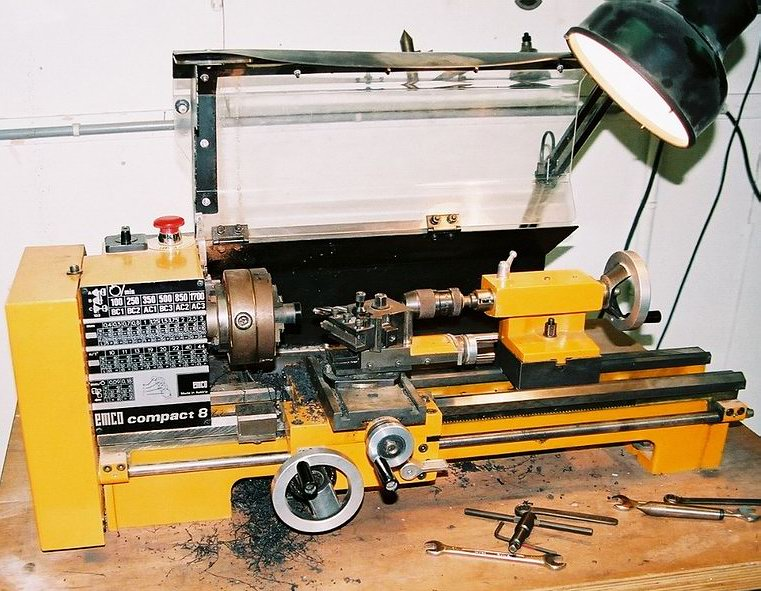
Stolní hrotový soustruh pro domácí dílnu

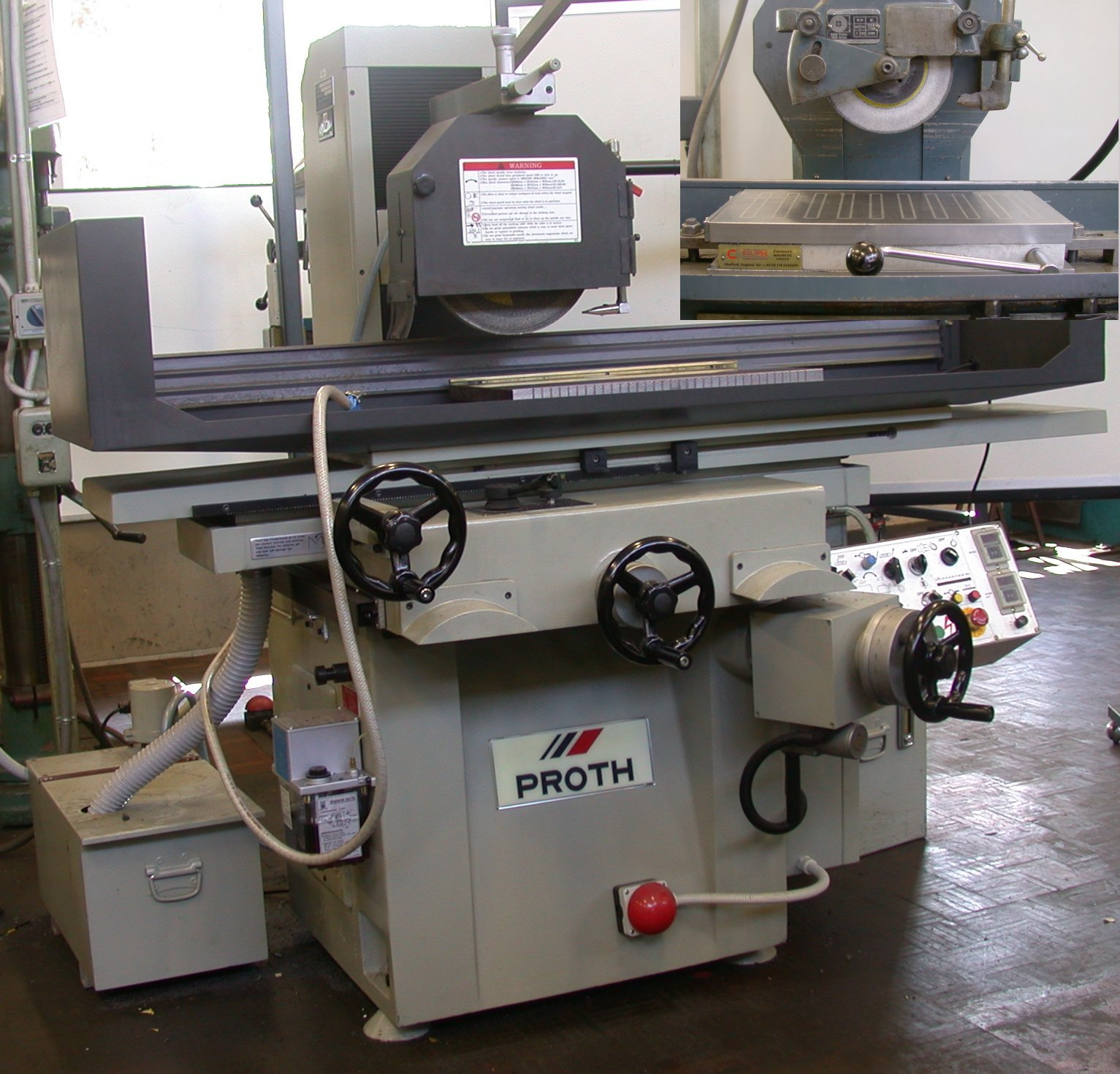
Bruska na plocho s elektromagnetickým upínáním obrobku (detail vpravo nahoře)

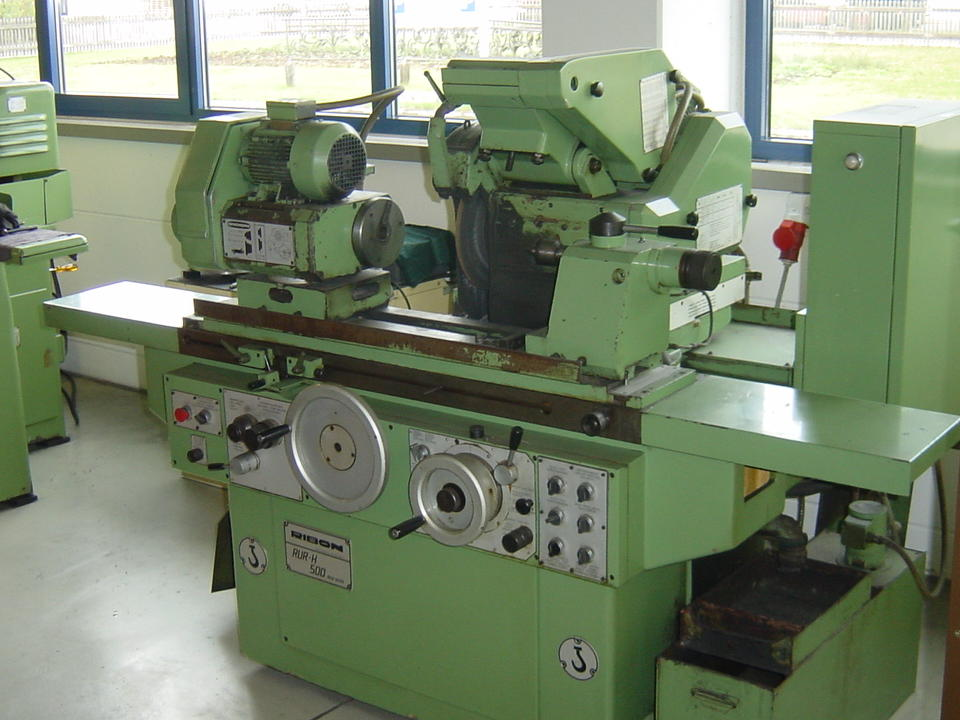
Bruska na kulato

## Způsoby
- Tradiční
  - ruční obrábění
  - třískové mechanické obrábění
  - řezání
- Netradiční nebo nekonvenční obrábění:
  - elektrojiskrové
  - chemické
  - světelným paprskem – laserem
  - vysokotlakým proudem vody

## Ruční obrábění
- Pilování – ruční obrábění, kdy se používá pilníků různých délek, tvarů a hrubostí.
- Zaškrabávání – ruční obrábění, při němž se škrabákem dosahuje co nejkvalitnějšího povrchu obráběné plochy (nikoliv drsnosti, ale geometrické kvality). Pro výsledné vlastnosti se někdy používá na vodících plochách obráběcích strojů.

## Třískové obrábění
Břit nástroje vniká do materiálu a odděluje od něj třísky. Základem obrábění je teorie vzniku třísky. Přitom rozlišujeme několik pohybů:
- Pohyb do řezu (hlavní pohyb), kterým se odebírá tříska; např. u soustruhu jej vykonává obrobek, u frézky nástroj.
- Pohyb do záběru čili posuv (vedlejší pohyb) je k němu zpravidla kolmý a nástroj se jím posouvá na jiná místa povrchu obrobku. Posuv může být podélný a příčný, plynulý nebo přerušovaný.
- Přísuv je obvykle kolmý k obráběnému povrchu a nastavuje hloubku řezu.[1]

### Hlavní druhy třískového obrábění
- Soustružení – obrobek rotuje a nůž se posouvá po jeho povrchu (strojním nebo ručním posuvem).
- Frézování – nástroj (fréza) rotuje a upnutý obrobek se posouvá k nástroji. Obráběcí stroj se nazývá frézkou.
- Vrtání – nástroj (vrták) se otáčí a posouvá se k obrobku. Vrtat se může i na soustruhu, kdy se vrták upne do koníku stroje.
- Vystružování je dokončovací operace, která následuje po vrtání (nebo vyhrubování), když je třeba docílit přesný rozměr díry a zároveň kvalitní povrch. Nástroj – výstružník se posouvá k obrobku. Díra musí být předvrtána s relativně malým přídavkem, několika desetin mm.
- Řezání – se ve strojírenské výrobě používá většinou pro dělení dlouhých pásovin, kulatin a jiných profilových tyčí na požadovanou délku (s ponecháním přídavku na další obrábění). Dnes se většinou používá pásová pila.
- Hoblování – obrábění rovinných ploch, obrobek je upnut a vykonává hlavní řezný pohyb, nůž vykonává posuv a přísuv, v současnosti se používá jen ojediněle (např. upínací stoly některých obráběcích strojů se hoblují).
- Obrážení – obrábění ploch, obrobek je upnut a hlavní řezný pohyb vykonává nástroj. Používá se například pro výrobu ozubených kol.
- Broušení je odebírání materiálu nástrojem s množstvím nahodile orientovaných břitů.
  - Na kulato – používá se pro výrobu rotačních součástí o vysoké přesnosti. Obrobek, většinou upnut mezi hroty ve středících důlcích, se pomalu otáčí. K němu se přisouvá brusný kotouč o vysokých otáčkách. Brousí se předem osoustružené povrchy, při ponechání přídavku několik desetin mm. Patří sem i broušení otvorů.
  - Na plocho – používá se pro výrobu rovinných, někdy i tvarových ploch. Obrobek je upnut a vykonává pomalý přímočarý vratný pohyb. K němu se přisouvá brusný kotouč, který se otáčí vysokým počtem otáček.
- Superfinišování – používá se pro dosažení co nejlepší drsnosti povrchu u rotačních součástí, za pomocí vibrujícího nástroje
- Lapování – Používají se při něm jemné brusné lapovací pasty, pro dosažení kvalitní jemné drsnosti povrchu a výborné geometrické přesnosti.
- Honování – Dokončovací obrábění vnitřních nebo vnějších povrchů válcových součástí.[2]

## Jiné druhy obrábění

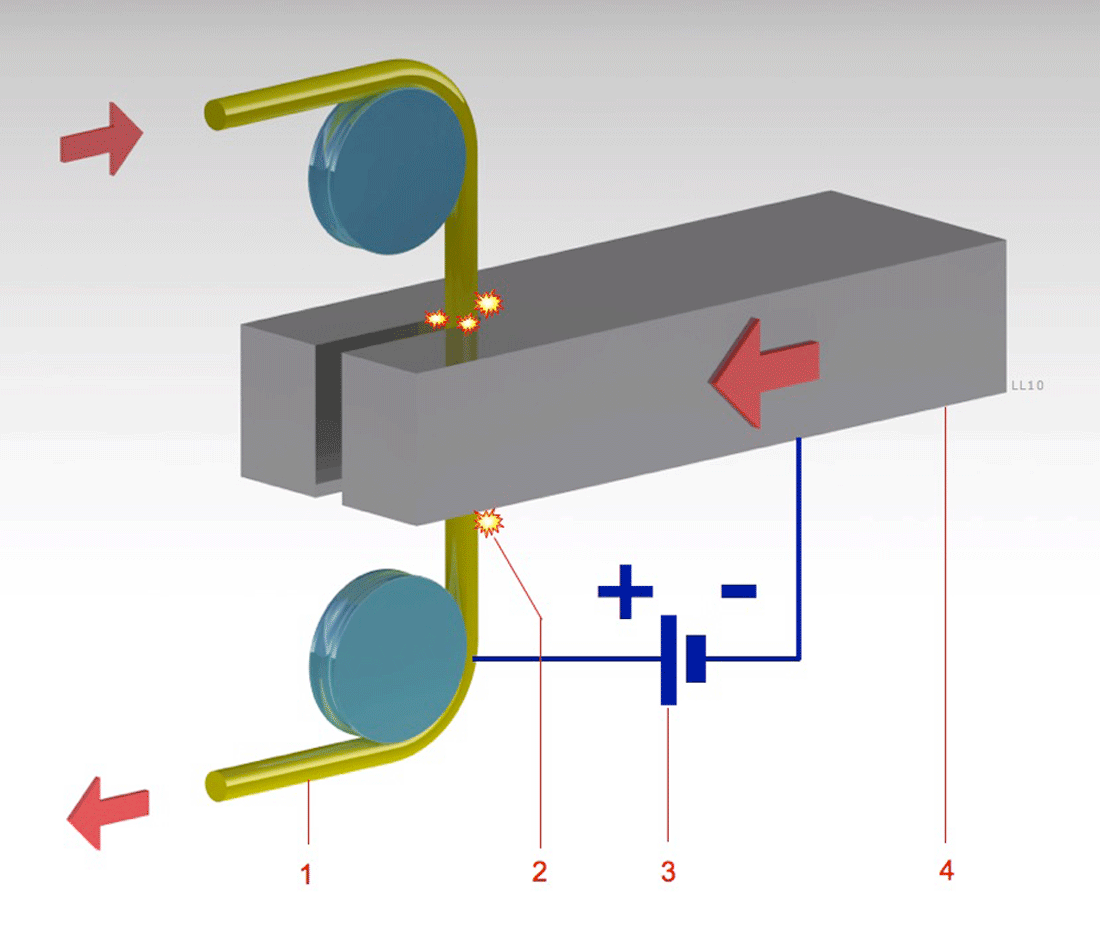
Princip elektrojiskrového řezání

### Elektrojiskrové obrábění
Také elektroerozivní obrábění, zkratka EDM (z anglického Electric Discharge Machining) je technologie, při níž odběr materiálu působí drobné elektrické výboje mezi obráběcí elektrodou a obrobkem v prostředí kapalného dielektrika. Přerušovaný výboj zajišťuje pulzní zdroj proudu s intenzitou až desítek ampér a odebraný materiál je třeba odplavovat proudem dielektrika. Obrobek může být libovolně tvrdý kov, ale i další materiály. Podmínkou je, že materiál musí být elektricky vodivý. Hlavní metody jsou:
- Elektrojiskrové řezání, při němž je elektrodou tenký, obvykle mosazný drát. Drát se pomalu odvíjí a protože stroj je přesně řízen CNC, může v materiálu vyřezávat téměř libovolné tvary, včetně zkosených stěn.
- Elektrojiskrové hloubení, při němž se měděná nebo grafitová elektroda výboji jakoby zabořuje do obrobku, až v něm vytvoří přesnou negativní kopii. Užívá se zejména pro výrobu vstřikovacích forem na umělé hmoty a je dnes jednou z nejpoužívanějších technologií.

### Řezání laserem
Odběr materiálu působí úzký svazek laserového záření o vysoké hustotě energie (příkon typicky několik kW). Odebíraný materiál se přitom taví a vyfukuje, pálí nebo sublimuje. Užívá se k přesnému řezání a vyřezávání kovů i jiných materiálů, umožňuje však na stejném stroji i jednostranný odběr materiálu, například gravírování. U oceli a železa lze řezat plechy až do 50 mm tloušťky, rychlost řezu až 10 m/min, u plechů pod 1 mm až 250 m/min. Šířka řezu u tenkých plechů 0,1–0,8 mm. Přesnost řezání je zhruba 0,05–0,5 mm, řez je velmi čistý, takže často nevyžaduje další obrábění. Laserové řezání rozlišujeme vláknové (fiber) nebo CO2.

### Řezání vodou o vysokém tlaku
Tenký proud vody působí podobně jako paprsek laseru a protože stroj je také řízen počítačem, může vyřezávat téměř libovolné tvary.

### Chemické obrábění
Spočívá v chemickém odběru materiálu, například leptáním.